# Equinox (band)
Equinox är en bulgarisk grupp med fem artister som representerade Bulgarien i Eurovision Song Contest 2018 i Lissabon med låten "Bones".
Bandet består av de bulgariska sångarna Zhana Bergendorff, Georgi Simeonov, och Vlado Mihailov, och de amerikanska sångarna Johnny Manuel och Trey Campbell.